# Linnaemya bequaerti
Linnaemya bequaerti là một loài ruồi trong họ Tachinidae.